# 勿下錯招
《勿下錯招》（英語：No Sudden Move）是一部2021年美國時代犯罪驚悚片，由史蒂芬·索德柏執導、攝影和剪輯，艾德·所羅門編劇；講述一群罪犯在神秘地聚集在一起，他們必須聯手，解決即將面臨的威脅。主演陣容包括唐·奇鐸、班尼西歐·狄奧·托羅、大衛·哈伯、喬·漢姆、艾美·塞梅茲、布蘭登·費雪、基倫·克金、諾亞·朱佩、克雷格·葛蘭、茱莉亞·福克斯、弗蘭基·肖、雷·李歐塔以及比爾·杜克。
電影於2021年6月18日登上翠貝卡影展舉行全球首映，2021年7月1日在HBO Max上線。演員克雷格·葛蘭於2021年3月去世，使該片成為他出演的最後一部電影。《匪類》贏得影評界正面好評，主要稱讚索德柏的導演技巧和演員們的表演。

## 演員
- 唐·奇鐸飾演柯特·高因斯（Curt Goynes）
- 班尼西歐·狄奧·托羅飾演雷納德·羅素（Ronald Russo）
- 大衛·哈伯飾演麥特·華茲（Matt Wertz）
- 喬·漢姆飾演警探喬·芬尼（Detective Joe Finney）
- 艾美·塞梅茲（英语：Amy Seimetz）飾演瑪莉·華茲（Mary Wertz）
- 布蘭登·費雪飾演道格·瓊斯（Doug Jones）
- 基倫·克金飾演查理（Charley）
- 諾亞·朱佩飾演小馬修·華茲（Matthew Wertz Jr.）
- 克雷格·葛蘭（英语：Craig Grant）飾演吉米（Jimmy）
- 茱莉亞·福克斯（英语：Julia Fox (actress)）飾演凡妮莎·卡佩利（Vanessa Capelli）
- 弗蘭基·肖（英语：Frankie Shaw）飾演寶拉·柯爾（Paula Cole）
- 雷·李歐塔飾演法蘭克·卡佩利（Frank Capelli）
- 比爾·杜克飾演奧爾德里克·華金斯（Aldrick Watkins）
- 麥特·戴蒙飾演麥克·洛文（Mike Lowen）
- 拜倫·鮑爾斯（英语：Byron Bowers）飾演墨利斯（Maurice）
- 休·馬奎爾（英语：Hugh Maguire (actor)）飾演梅爾·福伯特（Mel Forbert）

## 製作
電影於2019年11月對外宣布，導演史蒂芬·索德柏將與演員喬許·布洛林、唐·奇鐸、賽巴斯汀·史坦、約翰·希南合作電影《終止關關》（Kill Switch）。2020年3月，布洛林退出，喬·漢姆和塞德里克·凱爾斯正在洽談出演。2020年5月，除了奇鐸、史坦與漢姆外，班尼西歐·狄奧·托羅、雷·李歐塔、艾美·塞梅茲、弗蘭基·肖和喬治·克隆尼加入演出陣容。
主要拍攝原定2020年4月1日展開，但因COVID-19疫情影響而延遲。索德柏表示，他希望在9月重啟製作。電影更名為《匪類》，並於9月28日在底特律開拍；大衛·哈伯、布蘭登·費雪、基倫·克金、諾亞·朱佩、比爾·杜克與茱莉亞·福克斯加入演出陣容，史坦、希南和克隆尼因製作延誤而退出。10月，麥特·戴蒙以客串角色身份參演。拍攝於2020年11月12日宣告殺青。

## 發行
《匪類》於2021年6月18日在翠貝卡影展上舉行全球首映。華納兄弟將該片交由旗下串流媒體平台HBO Max發行，2021年7月1日上線。

## 備註
1. ↑  掛名為彼得·安德斯。
2. ↑  掛名為瑪利·安·伯納德。

## 外部連結
- 互联网电影数据库（IMDb）上《勿下錯招》的资料（英文）
- 豆瓣电影上《勿下錯招》的資料 （简体中文）